# Ascott Earl Castle

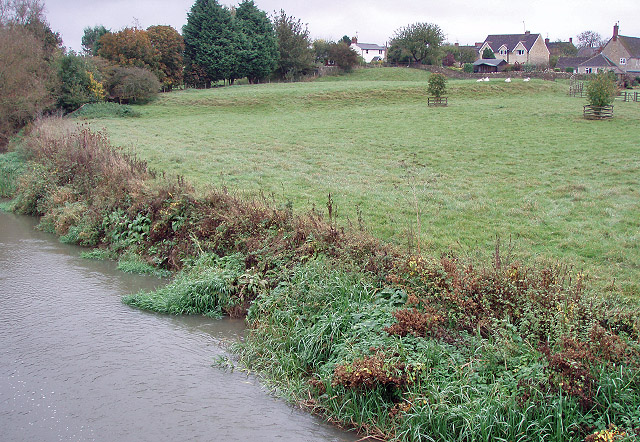
Überreste der Motte im Bildhintergrund

Ascott Earl Castle ist eine Burgruine im Dorf Ascott Earl in der englischen Grafschaft Oxfordshire.

## Details
Ascott Earl Castle entstand als Motte. Die Burg lag ganz in der Nähe von Ascot d’Oilly Castle am anderen Ende desselben Dorfes. Ascott Earl Castle liegt über früheren Befestigungen aus der Eisenzeit. Sein Mound ist 56 Meter breit und 3,5 Meter hoch. Die umgebende Einfriedung ist halbmondförmig, etwa 70 Meter × 30 Meter.
Heute ist die Burgruine ein Scheduled Monument.